# The Sky’s the Limit
The Sky’s the Limit ist ein US-amerikanischer Tanzfilm mit Fred Astaire und Joan Leslie aus dem Jahr 1943. Der Film erhielt zwei Oscar-Nominierungen, eine für den besten Song (My Shining Hour) und eine für die beste Filmmusik (Leigh Harline).

## Handlung
Während des Zweiten Weltkriegs soll Fred Atwell, Flieger-Ass der Flieger-Staffel Flying Tigers zusammen mit seinen beiden Kameraden Reginald Fenton und Richard Merlin an einer Konfettiparade in den Vereinigten Staaten teilnehmen und erhält dafür zehn Tage Heimaturlaub. Ihr Terminplan ist dermaßen vollgestopft, das Fred bei einer Zugfahrt die Notbremse zieht, um ein bisschen mehr zu erleben.
Schließlich kommt er nach New York City, wo er Joan Manison kennen lernt und sie in einen Nachtclub begleitet. Joan ist eine Fotografin, die keine Lust mehr hat, Berühmtheiten zu fotografieren. Viel lieber will sie als Kriegsreporterin arbeiten. Doch ihr Boss Phil Harriman, der sie gerne heiraten will, verhindert dies.
Fred, der sich nun Burton nennt und sich arbeitslos stellt, versucht sie zu verführen und mietet sich sogar in das gleiche Gebäude ein, in dem sie wohnt. Nachdem seine Avancen zunächst auf taube Ohren stoßen, beginnt sie ihn langsam zu mögen. Sie nimmt ihn mit zu einer Truppenbelustigung, wo sie ehrenamtlich arbeitet. Gemeinsam singen und tanzen sie. Doch seine Kameraden sind ebenfalls dort und machen sich einen Spaß daraus, ihn zu irrsinnigen Tänzen zu zwingen, um sein Geheimnis zu schützen.
Joan will, das Fred etwas aus sich macht. Als sie erfährt, dass er früher mal als Journalist gearbeitet hat, vermittelt sie ihm einen Job bei ihrer Zeitung. Ein Interview mit Phil endet jedoch damit, dass er diesem Ratschläge gibt, das Herz von Joan zu gewinnen. Durch mehrere Verwechselungen ist es schließlich Fred, der ein romantisches Essen mit Joan einnimmt. Die Dame will ihn anschließend sogar heiraten.
Doch Freds Fronturlaub wurde gekürzt und er hat nur noch zwei Tage. Joan versucht immer noch einen Job für ihn zu finden und stellt ihn dem Fabrikanten Harvey J. Sloan vor. Fred macht sich jedoch einen Spaß daraus, diesen zu kritisieren. Joan beendet dann ihre Beziehung.
Phil und Fred gehen danach in eine Bar, wo dieser ihm eröffnet, seine wahre Identität zu kennen. Die beiden betrinken sich und tanzen danach.
Am nächsten Tag muss Fred aufbrechen. Phil versucht noch einmal Joans Herz zu gewinnen. Als dies nicht klappt, schickt er sie zum Flugplatz, wo sie Fred entdeckt und der Schwindel endlich auffliegt. Bevor dieser aufbricht, schwören sich die beiden ewige Liebe.

## Hintergrund
Fred Astaire choreographierte alle Tanzeinlagen selbst. Für einen Fred-Astaire-Film sind es allerdings relativ wenige Tanzeinlagen, gerade einmal vier, die auch noch sehr spät im Film vorkommen. Insbesondere My Shining Hour gilt aber als eines der Highlights des Films und wurde für den Oscar nominiert.
Die beiden Hauptdarsteller trennen 27 Jahre. Der noch unbekannte Peter Lawford trat in einer winzigen Rolle als Soldat auf.
Der Film wurde in den Vereinigten Staaten ein  Erfolg. Er spielte etwa 1.410.000 US-Dollar alleine in den Vereinigten Staaten und Kanada ein. Weltweit kamen noch einmal 775.000 US-Dollar dazu.

## Rezeption
Als der Film 1943 veröffentlicht wurde, schrieb Bosley Crowther in der New York Times eine Art Verriss auf den Film. Er kritisierte die schwache Story und bezeichnete die wenigen Tanzeinlagen als im besten Fall mittelmäßig.
Der Film gilt in der Nachbetrachtung nicht als Fred Astaires bester, gehört aber auch nicht zu den schlechtesten. Während seine Filme mit Ginger Rogers oft zu seinen Highlights gezählt werden, ist The Sky’s the Limit eher als Geheimtipp zu betrachten. Für einen Fred-Astaire-Film sind es allerdings relativ wenige Tanzeinlagen, gerade einmal vier, die auch noch sehr spät im Film vorkommen. Insbesondere My Shining Hour gilt aber als eines der Highlights des Films und wurde für den Oscar nominiert.